# Lista de partidos políticos no Luxemburgo
Esta é uma lista dos partidos políticos de Luxemburgo.
Luxemburgo tem um sistema multipartidário com três fortes partidos políticos (o Partido Popular Social Cristão, o Partido Democrata e o Partido Operário Socialista Luxemburguês); com outros dois partidos de sucesso moderado tendo surgido recentemente. Nenhum partido tem a capacidade de chegar ao poder e manter-se nele sozinho, sendo necessária a formação de coligações.

## Partidos políticos atuais
O número indicado para conselhos locais é o total de vereadores eleitos para os conselhos das comunas que empregam representação proporcional. Nas comunas maioritárias, os partidos geralmente não funcionam da mesma maneira, dificultando comparações.

### Partidos parlamentares
Partidos com representação na Câmara dos Deputados por ordem alfabética:
| Logo | Logo | Nome Nome em luxemburguês                                                           | Sigla | Ideologia                                       | Espectro                    | Deputados | Conselhos locais | Parlamento Europeu |
| ---- | ---- | ----------------------------------------------------------------------------------- | ----- | ----------------------------------------------- | --------------------------- | --------- | ---------------- | ------------------ |
|      |      | A Esquerda Déi Lénk                                                                 | DL    | Socialismo, Anticapitalismo                     | Esquerda à extrema-esquerda | 2 / 60    | 6 / 722          | 0 / 6              |
|      |      | Os Verdes Déi Gréng                                                                 | DG    | Política verde                                  | Centro-esquerda             | 4 / 60    | 64 / 722         | 1 / 6              |
|      |      | Partido Democrata Demokratesch Partei                                               | DP    | Liberalismo, Europeísmo                         | Centro à centro-direita     | 14 / 60   | 134 / 722        | 1 / 6              |
|      |      | Partido Operário Socialista Luxemburguês Lëtzebuerger Sozialistesch Arbechterpartei | LSAP  | Social-democracia, Europeísmo                   | Centro-esquerda             | 11 / 60   | 154 / 722        | 1 / 6              |
|      |      | Partido Pirata de Luxemburgo Piratepartei Lëtzebuerg                                | PPLU  | Democracia direta, Anticopyright, Transparência | Sincrético                  | 3 / 60    | 13 / 722         | 0 / 6              |
|      |      | Partido Popular Social Cristão Chrëschtlech Sozial Vollekspartei                    | CSV   | Democracia cristã, Europeísmo                   | Centro-direita              | 21 / 60   | 192 / 722        | 2 / 6              |
|      |      | Partido Reformista da Alternativa Democrática Alternativ Demokratesch Reformpartei  | ADR   | Conservadorismo nacional, Liberalismo econômico | Direita à extrema-direita   | 5 / 60    | 9 / 722          | 1 / 6              |

### Partidos extraparlamentares
Partidos sem representação na Câmara dos Deputados por ordem alfabética:
| Logo | Logo | Nome Nome em luxemburguês                                       | Sigla | Ideologia                                        | Espectro         | Conselhos locais |
| ---- | ---- | --------------------------------------------------------------- | ----- | ------------------------------------------------ | ---------------- | ---------------- |
|      |      | Foco Fokus                                                      | Fokus | Centrismo Europeísmo                             | Centro           | 0 / 722          |
|      |      | Os Conservadores Déi Konservativ                                | DK    | Conservadorismo nacional Liberalismo econômico   | Direita          | 0 / 722          |
|      |      | Partido Comunista de Luxemburgo Kommunistesch Partei Lëtzebuerg | KPL   | Comunismo Marxismo-Leninismo Euroceticismo forte | Extrema-esquerda | 1 / 722          |
|      |      | Volt Luxemburgo Volt Lëtzebuerg                                 | Volt  | Federalismo europeu Europeísmo                   | Centro           | 0 / 722          |